# Spader dam (film, 1949)
Spader dam (engelska: The Queen of Spades) är en brittisk fantasy-thrillerfilm från 1949 i regi av Thorold Dickinson. I huvudrollerna ses Anton Walbrook, Edith Evans och Yvonne Mitchell. Manuset är baserat på novellen Spader dam (1834) av Aleksandr Pusjkin.
Filmen troddes länge vara förlorad men återupptäcktes och gavs ut på DVD 2010 med en introduktion av den amerikanske filmregissören Martin Scorsese. Scorsese kallade filmen för "fantastisk" och menade att den är en av få verkliga klassiker bland filmer med övernaturliga inslag.

## Handling
Kapten Herman Suvorin är en soldat med arbetarklassbakgrund i 1806 års Sankt Petersburg och blir på grund av detta avvisad av sina mer välbeställda kollegor inom militären. För att överbrygga detta tar sig Suvorin an kortspelet farao. Han får höras talas om en gammal grevinna som ska ha sålt sin själ till djävulen för framgång i farao. Suvorin ger sig på att förföra Lizaveta Ivanovna, som grevinnan är förmyndare åt, för att komma grevinnans kortspelshemlighet närmare.

## Rollista (urval)
- Anton Walbrook – Herman Suvorin
- Edith Evans – Den gamla grevinnan Ranevskaja
- Yvonne Mitchell – Lizaveta Ivanovna
- Ronald Howard] – Andrej
- Mary Jerrold – Gamla Varvarusjka
- Anthony Dawson – Fjodor